# 红军渠 (柘荣县)
红军渠，是位于中国福建省宁德市柘荣县东源乡上泥村的一个中国共产党革命遗址，2021年4月入选第九批柘荣县文物保护单位。
红军渠是第一次国共内战时期中国工农红军为帮助当地民众寻找水源而开凿的一道水渠，始建于1934年，原渠长5公里，在此后20年间村民履有维护，现保存尚好的水渠约长1.5公里，其中八成是石渠，二成为土渠，渠深0.6米—1米、宽约0.7米，渠上的坝宽0.6米左右。目前该渠仍在使用，且成为红色旅游景点。